# Lasiobolus
Lasiobolus es un género de hongos de la familia Ascodesmidaceae.

## Especies
- Lasiobolus aurantiacus
- Lasiobolus brachytrichus
- Lasiobolus cainii
- Lasiobolus capreoli
- Lasiobolus cuniculi
- Lasiobolus diversisporus
- Lasiobolus dubius
- Lasiobolus intermedius
- Lasiobolus lasioboloides
- Lasiobolus leporinus
- Lasiobolus longisetosus
- Lasiobolus macrotrichus
- Lasiobolus microsporus
- Lasiobolus minimus
- Lasiobolus monascus
- Lasiobolus oligotrichus
- Lasiobolus papillatus
- Lasiobolus ruber
- Lasiobolus setosus
- Lasiobolus trichoboloides
- Lasiobolus vaccinus